# Гузеев овраг
Гузе́ев овраг — малая река в Ленинском районе Московской области, правый приток Журавенки. Проходит по территории сельского поселения Булатниковское. Название реки происходит от фамилии Гузеев.
Длина водотока составляет 1,3 км. Впадает в Журавенку на расстоянии 300—400 метров от МКАДа. Вероятно, верховья Гузеева оврага проходили в Москве, но были засыпаны при прокладке кольцевой дороги.